# Centris dixanthozona
Centris dixanthozona är en biart som beskrevs av Jesus Santiago Moure och Antero Frederico de Seabra 1962. Centris dixanthozona ingår i släktet Centris och familjen långtungebin. Inga underarter finns listade.